# Spodoptera andrias
Spodoptera andrias là một loài bướm đêm trong họ Noctuidae.